# Take a Hard Ride
Take a Hard Ride (en italià La parola di un fuorilegge... è legge!) és una pel·lícula italoamericana de Spaghetti Western del 1975 dirigida per Anthony Dawson i protagonitzada per  Jim Brown, Lee Van Cleef, Fred Williamson i Jim Kelly. Aquesta va ser la segona de les tres pel·lícules que protagonitzaran Brown, Williamson i Kelly, després de Three the Hard Way i anterior a One Down, Two to Go.
Pike, un vaquer amb cara de pedra, es troba amb Tyree, un jugador deshonest. El duet intenta transportar 86.000 dòlars a través de centenars de milles de terres erms occidentals per lliurar-los a la vídua de l'antic empresari de Pike.
Cofinançat per productors italians i americans, el rodatge va tenir lloc a les Illes Canàries.
El 21 de juny de 2011, la pel·lícula es va estrenar en DVD a través de Shout! Factory com a part d'una doble sessió amb Rio Conchos (1964).

## Argument
En Pike (Jim Brown), la mà dreta del ramader Bob Morgan (Dana Andrews), se li encarrega la missió de lliurar 86.000 dòlars a través de la frontera al ranxo Morgan a Sonora, Mèxic, després de la mort del seu cap. Pike s'uneix amb el jugador deshonest Tyree (Fred Williamson) i es veuen obligats a confiar l'un en l'altre mentre són perseguits per diversos proscrits i pistolers que intenten posseir els diners, inclòs el despietat caçador de recompenses Kiefer (Lee Van Cleef) i el xèrif corrupte Kane (Barry Sullivan)].
Al llarg del camí, el duet es troba amb una prostituta (Catherine Spaak) que necessita ser rescatada i Kashtok (Jim Kelly), un explorador indi mut hàbil en arts marcials, així com en Chico, un nen mexicà orfe. Després de nombroses baralles i persecucions, en Pike i en Tyree arriben al final de la línia en una mina abandonada, on s'enfronten als diners, però finalment s'estableixen i treballen junts després de saber que els pistolers s'acosten.
Donen els diners al noi, després li diuen a Kashtok que li doni pas segur a Chico i que portin els diners amb seguretat al ranxo. Pike i Tyree elaboren un pla per escapar utilitzant explosius per fer volar el pou de la mina darrere d'ells, matant a tots els seus perseguidors excepte en Kiefer, que decideix renunciar a la seva recompensa i deixar que els homes continuïn la seva recerca per arribar al ranxo.

## Repartiment
- Jim Brown com a Pike
- Lee Van Cleef com a Kiefer
- Fred Williamson com a Tyree
- Catherine Spaak com a Catherine
- Jim Kelly com a Kashtok
- Dana Andrews com a Morgan
- Barry Sullivan com a Kane
- Harry Carey, Jr. com a Dumper
- Robert Donner com a Skave
- Charles McGregor com a Cloyd
- Leonard Smith com a Cangey
- Ronald Howard com a Halsey
- Ricardo Palacios com a Calvera
- Robin (Baker) Levitt com a Chico
- Buddy Joe Hooker com a Angel